# 寇占文
寇占文（1966年11月19日—），北京人，中国武术运动员、影视演员、导演、武术指导。演出代表作有《春光灿烂猪八戒》、《隋唐英雄传》等。

## 生平
1983年9月进入北京武术队。1988年主演武侠片《奇情侠侣》，同年主演长春电影制片厂电影《天下第一剑》。1994年主演电视剧《新七侠五义》，饰演展昭。
2010年起逐渐转向导演工作，执导电视剧《黎明绝杀》、《错点鸳鸯》、《大世界》、《暗战危城》、《战火中的兄弟》等。